# Sara-Mia Jokić
Sara-Mia Jokić (16. februar 1995) srpska je voditeljka, glumica i reditelj. Radila je kao voditelj emisije Zooteka na RTS-u, TNG-Televizija Nove Generacije na Studiju B, City na Pinku, kao urednik i voditelj emisije Pressovanje na Happy TV. Učestovala je kao glumica u seriji Fazoni i Fore na RTS-u kao i mnogim predstavama u pozorištu “Boško Buha”. Reditelj je filmova Cal, Homo homini lupus est, Javna Kuća, Marioneta , kao i mnogobrojnih radio i TV drama. Film Javna kuća dobitnik je međunarodne filmske nagrade festivala INTERFER Архивирано на веб-сајту  (10. јул 2023).
Diplomirala je na smeru filmska i televizijska režija, a od 2017. radila je kao autor i voditelj emisije Život plus na kanalu Studio B kao i format Grand News na Grand TV. Danas je urednik i voditelj emisije Bez filtera sa Sarom Miom na Grand televiziji. Ćerka je poznate voditeljke Lee Kiš i novinara Momčila Jokića.